# 澳大利亚元
澳大利亚元（英語：Australian Dollar，簡寫A$或AUD），是澳大利亚通貨的基本單位，一元有100分。澳大利亚元在外匯市場上，目前為交易量世界第五大的流通貨幣；居美元、歐元、日圓、英鎊之後，佔總交易量的6%。2010年，澳大利亞元正式取代瑞士法郎的國際地位，成為全球第五大流通貨幣。

## 歷史
澳大利亚最初採用的通貨與英鎊一樣。後來採用自己的通貨澳大利亞鎊，幣值與英鎊等同。當時一鎊有20先令；一先令有12便士。每一鎊等同240便士。
1966年澳大利亚推行十進制，貨幣亦同時改作十進制。當時一美元的價值大概等於半英鎊，新的十進制通貨改為與美元連動。新通貨的單位為澳大利亚元，幣值等同於舊澳大利亞鎊的半鎊（10先令）。每1元等於100分，1分大概等於1.2舊便士。
1995年起，澳洲采用塑膠紙幣，与以往相比不易破爛、耐用且美觀。此外，各種面值都設計有不同特色的透明「窗口」，是全球首個採用這类嶄新設計的國家。

## 流通中的貨幣

### 硬幣
1966年澳大利亞開始發行面額1、2、5、10、20和50分的硬幣，50分硬幣含有高純度（80%）的銀，一年之後被召回，原因是政府發現這種銀幣的面額還沒有其中所含的銀值錢。1984年加入1元硬幣，1988年加入2元。1992年1分和2分硬幣停止流通。硬幣發行40週年及十進制推行40週年，即2006年時特別發售了不再流通的1、2分硬幣套裝。2013年年初開始發行議會建立25週年紀念日硬幣，這種三角形的硬幣也是國內首創，其價值為5元，由99.9%的純銀製造，其上有議會大廈的圖像。所有硬幣上都有皇家澳洲鑄幣廠製造的澳大利亞君主肖像。
新西兰的1元硬币和澳大利亚的2元硬币的大小，颜色，重量甚至图案极其相似。经常发生误将1元新西兰硬币认作2元澳大利亚硬币。
| 面額 | 正面圖案           | 背面圖案       | 備註                                        |
| ---- | ------------------ | -------------- | ------------------------------------------- |
| 1分  | 澳大利亞君主、年份 | 鼠類動物       | 1992年起停止流通                            |
| 2分  | 澳大利亞君主、年份 | 傘蜥蜴         | 1992年起停止流通                            |
| 5分  | 澳大利亞君主、年份 | 針鼴           | 面額相等於1966年貨幣十進化前的6使士(半先令) |
| 10分 | 澳大利亞君主、年份 | 雉科動物       | 面額相等於1966年貨幣十進化前的1先令         |
| 20分 | 澳大利亞君主、年份 | 鴨嘴獸         | 面額相等於1966年貨幣十進化前的2先令         |
| 50分 | 澳大利亞君主、年份 | 澳大利亞國徽   |                                             |
| 1元  | 澳大利亞君主、年份 | 5隻袋鼠        |                                             |
| 2元  | 澳大利亞君主、年份 | 澳大利亞原住民 |                                             |

### 紙幣

澳大利亞現在流通的塑膠幣。

- 5 元（舊版）
  - 正面：伊麗莎白二世
  - 背面：新和舊的澳洲國會大廈
- 5 元（2016年9月1日 新版）
  - 正面：伊麗莎白二世
  - 背面：澳洲國會大廈
- 10 元
  - 正面：班卓琴·帕特森
  - 背面：瑪麗·吉爾摩
- 20 元
  - 正面：瑪麗·華比
  - 背面：約翰·弗林
- 50 元
  - 正面：大衛·儒利邦
  - 背面：伊迪斯·科文
- 100 元
  - 正面：內莉·梅爾巴
  - 背面：約翰·莫納什

## 外部連結
- 唐的世界硬币画廊：澳大利亚
- 罗恩·怀斯的世界纸币：澳大利亚 镜像网站
- 现代金融系统表格－库尔特·舒勒制作：澳大利亚 镜像网站
- 环球货币历史：澳大利亚
- 《环球金融资料》系列：澳大利亚元
- 《环球金融资料》货币历史表格（ 微软试算表格式）

- 澳币汇率实时查询
- 澳币汇率走势图解
- 澳大利亚的钞票 （页面存档备份，存于） （英文）（德文）
- 澳幣/美金 外匯圖表 （页面存档备份，存于）